# 微生物化学研究会
公益財団法人微生物化学研究会（びせいぶつかがくけんきゅうかい、英: Microbial Chemistry Research Foundation）は、元厚生労働省文部科学省所管の生物系の研究所を擁する公益財団法人。

## 概要
国産初の抗生物質カナマイシンの特許料をもとに、「疾病予防及び治療のための微生物及び微生物生産物の調査・研究」を主要な事業として、1958年東京都品川区上大崎に設立された。
1962年同所に微生物化学研究所（英: Institute of Microbial Chemistry、通称: 微化研）を開所。梅澤濱夫博士を中心に我が国の抗生物質研究を長くリードしてきた。

## 沿革
- 1958年　財団設立
- 1962年　微生物化学研究所開所
- 1968年　エピゾーム研究所開所（群馬県勢多郡）、同研究所は2003年閉鎖
- 1974年　生物有機化学研究所開所（神奈川県川崎市）
- 1985年　化学療法研究所開所（静岡県沼津市）
- 2003年　研究所名称変更；微生物化学研究センター（旧微生物化学研究所）、日吉創薬化学研究所（旧生物有機化学研究所）、沼津創薬医科学研究所（旧化学療法研究所）
- 2010年　研究所名称変更；微生物化学研究所（旧微生物化学研究センター）、日吉創薬化学研究所は微生物化学研究所日吉支所、沼津創薬医科学研究所は微生物化学研究所沼津支所に変更。
- 2011年　公益財団法人へ移行

## 所在地
〒141-0021 東京都品川区上大崎3-14-23
- 山手線五反田駅から徒歩約10分
- 山手線目黒駅から徒歩約15分

## 歴代理事長
- 梅澤濱夫（1958年 - ）
- 竹内富雄（1987年 - ）
- 野々村禎昭（2002年 - ）
- 野本明男（2010年 - ）
- 柴崎正勝（2014年 - ）
- 清水孝雄（2022年 - ）

## 関連化合物
- カナマイシン
- ジベカシン
- ベカナマイシン
- アルベカシン
- ジョサマイシン
- カスガマイシン
- アイブロシン
- ブレオマイシン
- ペプロマイシン
- アクラルビシン
- ピラルビシン
- ウベニメクス
- グスペリムス